# Salim (poet)
Abdarahman Beg Sahbaqran (kurdiska عەبدوڕەحمان بەگی ساحێبقران) var en kurdisk poet född 1800 i Sulaymaniyya, död 1866 i Gardi Saywan.